# Nicolas de Gilley
Nicolas de Gilley (mort le 27 août 1563 à Tarragone), gentilhomme de la maison de l’Empereur et ambassadeur de Charles Quint, est le premier baron de Franquemont et du Saint-Empire. Il appartient à la famille de Gilley, originaire de Salins (Jura)

## Les conditions d’ascension de Nicolas de Gilley
L’anoblissement de Jean II de Gilley permet à son fils, Guillaume, de prétendre désormais à des fonctions importantes auprès de l’archiduchesse douairière Marguerite d’Autriche, maîtresse du comté de Bourgogne à partir de 1509 (donation viagère de son père, l’empereur Maximilien). On sait, par exemple, qu’en 1515 Guillaume VI est receveur spécial pour le comté de Bourgogne, dépendant pour les affaires fiscales de la Chambre des Comptes située aux Pays-Bas depuis 1473. Grâce à ses charges, Guillaume VI de Gilley augmente son patrimoine des seigneuries d’Andelot, de Port et du Chatelay et de Port-Lesney (en plus de celles d’Aiglepierre et de Marnoz, héritées de son père).

## Nicolas de Gilley et le service de Charles Quint
En 1495, Guillaume VI de Gilley épouse Adrienne de Saint-Mauris-Crilla (d’une ancienne famille noble du comté de Bourgogne, issue de la maison de Crilla et établie à Saint-Mauris de Salins au début du XIVe siècle). De ce mariage naissent, à des dates encore inconnues, deux fils : Nicolas (dont il est question ici), puis François.
Les premières mentions de Nicolas de Gilley, dans les sources, ne le distinguent pas du parcours de ses grand-père et père. Il sert d’abord parmi la noblesse du bailliage d’Aval : le 21 décembre 1521, à Salins, à l’occasion d’une revue de la noblesse par l’archiduchesse douairière Marguerite d’Autriche, à qui il prête serment de fidélité à la place de son père. Cinq ans plus tard, le 13 juin 1526, il épouse Jeanne de Marnix, dame de Crilla et de Lemuy, dont le père, Jean, est un protégé de Marguerite d’Autriche et son premier secrétaire et notaire impérial aux Pays-Bas espagnols ; toutefois, la famille de Marnix, d’origine bressane, est installée dans le comté de Bourgogne depuis le début du XVIe siècle. Cette union confirme alors l’implantation des Gilley dans le comté (grâce à Jean II) et aux Pays-Bas (grâce à Guillaume VI). Jeanne de Marnix apporte aux Gilley les seigneuries de Crilla, de Trétu, et de Saint-Maurice (pour moitié), qui ne sont la pleine possession de son époux qu’en 1527, et enfin celle de Lemuy (24 janv. 1538). Puis, à la suite de son père, Nicolas sert Marguerite d’Autriche en tant qu’écuyer et échanson (lettres de Malines du 24 mai 1530). Lui incombe ainsi la charge, le 31 décembre 1530, de transmettre aux autorités de Salins les lettres signées par Charles Quint (datée à Malines le 11 décembre) annonçant officiellement la mort de Marguerite d’Autriche, ordonnant les offices funèbres à célébrer pour l’occasion, et par lesquelles sont maintenus dans leurs charges le pardessus et les officiers des salines.
Son entrée au service de Marguerite d’Autriche permet donc à Nicolas de Gilley d’accéder à l’entourage impérial, devenant chevalier et Gentilhomme de la Maison de l’Empereur le 1er avril 1536 (lettres établies à Rome). Puis, dès 1537, il remplit plusieurs missions d’ambassadeur pour le compte de l’empereur Charles Quint : 
- de 1537 à 1542, il traite avec les Suisses, dont dépend en grande partie la défense du comté de Bourgogne (grâce à un acte d’alliance réciproque, conclu par l’empereur Maximilien en 1511 et tourné contre la France[9]), et parmi lesquels l’adoption de la Réforme, qui a beaucoup de succès, est aussi, par-delà ses aspects religieux, un moyen d’opposition à certains éléments de la politique impériale[10] ;
- en 1540, à la cour de Charles III de Savoie[11] ;
- en 1541, alors qu’il est capitaine de la ville de Salins, en un temps où le comté de Bourgogne sert de zone tampon entre le royaume de France et l'Empire, il est envoyé à la cour de François Ier[12], pour renouveler avec Philippe Chabot, Amiral de France, le traité de neutralité des Deux-Bourgognes (1542 ; le premier traité date de 1522)[13].

Malgré cette ascension, il se peut que les faveurs impériales aient eu raison de Nicolas de Gilley. En effet, comme le constate L. Febvre, il aurait eu des difficultés à gérer sa soudaine fortune, accumulant les seigneuries au point de s’endetter et d’être « forcé de céder ses rentes, ses terres, à sa mort adjugées par décret… ». Il est vrai qu’en plus de celles que lui apportent mariage et héritages, Nicolas de Gilley acquiert les seigneuries de Villers-Farlay, de Belmont, de Pagnoz, d’Aigle (11 sept. 1529), de Franquemont (14 avril 1537), de Mouchard (1541) et des Assures (1545). Il faut toutefois observer que, grâce à son parcours, Nicolas de Gilley offre à sa famille une assise sociale et un prestige qu’elle n’avait jamais eus auparavant ; en témoigne l’érection de la seigneurie de Franquemont en baronnie souveraine d’Empire (12 nov. 1538, lettres établies à Tolède). Cette assise sociale et ce prestige ne se démentiront pas aux générations suivantes. Aussi, Nicolas de Gilley poursuit-il dans la voie tracée par Jean II et Guillaume VI, qui consiste, une fois la famille à nouveau noble, à maintenir le patrimoine hérité, sinon à l’accroître, répondant ainsi à l’idéal nobiliaire de l’époque.

## Baron de Franquemont et du Saint-Empire
C’est d’abord par achat que la seigneurie de Franquemont entre dans la famille de Gilley. Le 14 avril 1537, Gérard d’Aroz (dont la famille est surtout possessionnée dans l’actuelle Haute-Saône) la vend à Nicolas pour 900 écus d’or au coin du soleil. À cette date, la seigneurie de Franquemont est, sans ambiguïté possible, dans la dépendance de l’évêché de Bâle. Un hommage de vassalité est donc rendu, le 13 avril 1538, à Philippe de Gundelsheim, prince-évêque de Bâle, par Mercurin de Jaillon au nom de Nicolas de Gilley, retenu à Lucerne. L’investiture est donnée le jour suivant. Mais, le 12 novembre 1538, la situation change, car Charles Quint érige la seigneurie de Franquemont en baronnie souveraine d’Empire et lie indéfectiblement cette qualité à la famille de Gilley : le titre de « baron souverain de Franquemont et du Saint Empire » n’est dès lors transmissible que dans la descendance masculine et féminine de Nicolas de Gilley, qu’elle soit ou non en possession du territoire initialement attaché au titre.
À partir de ce moment, Nicolas de Gilley agit souverainement dans sa baronnie, en s’attribuant au moins deux droits régaliens :
- peut-être dès décembre 1538, il fait admettre à ses nouveaux sujets que les appels de justice se font désormais devant lui uniquement, sans délégation possible, et non plus à la cour de l’évêque de Bâle[20] ;
- entre 1538 et 1557, il fait battre monnaie à son nom, des demi-carolus, des blancs (portant un buste lauré à gauche sur l’avers et l’écu des Gilley posé sur une croix sur le revers) et des liards (portant l’écu des Gilley sur l’avers et une croix sur le revers), imitation des liards de Dole frappés sous Charles Quint[21].

Dans les deux cas, l’évêché de Bâle conteste à Nicolas de Gilley l’utilisation de tels droits, même si c'est parfois de manière tardive (l’usage du droit de justice n’est contestée par le prince-évêque de Bâle, Melchior de Lichtenfels, qu’en 1554). À chaque fois, Nicolas de Gilley reproche au prince-évêque de Bâle (dont l’évêché est terre d’Empire) de remettre en cause une décision impériale ; aussi, continue-t-il d’user de ses droits et ne rend-il plus hommage au prince-évêque de Bâle.

À la mort de Nicolas (1563), la baronnie de Franquemont revient à son deuxième fils, Jean IV de Gilley ; mais ses frères Jean III et Claude sont co-fiefeurs. Jean IV suit la politique de son père et refuse de reconnaître une quelconque suzeraineté au prince-évêque de Bâle. Ce n’est qu’après la mort de Jean IV, en 1577, que son frère aîné, Jean III, pressé par les menaces que les guerres de religion françaises font peser sur la baronnie, rend à nouveau hommage au prince-évêque de Bâle. Le comportement de Jean III de Gilley est peut-être dicté par le fait qu’Eve, veuve de Jean IV, et ses deux enfants, Gaspard et Jean-Claude, continuent d’habiter Franquemont et d’en retirer les revenus. En effet, une lettre du prince-évêque de Bâle, Jacques-Christophe de Blarer de Wartensee, datée de décembre 1582, met en garde Eve contre les risques encourus par la baronnie et l’invite à profiter de la protection qu’il lui propose alors. Mais c’est la protection du duc Frédéric Ier de Würtemberg, comte de Montbéliard, que choisit Eve. Et, devant ses difficultés politiques et surtout financières à gérer la baronnie, elle finit d’ailleurs par la lui vendre, le 13 mars 1595, pour 42 000 écus (en faveur de Gaspard et Jean-Claude) et 2 000 écus d’épingles (en sa faveur). Comme stipulé dans l’acte d’érection de la seigneurie de Franquemont en baronnie, malgré cette vente, les Gilley continuent de porter (par privilège exclusif) le titre de baron souverain de Franquemont et du Saint Empire.